# L'Imposteur (film, 1944)
Pour les articles homonymes, voir L'Imposteur et The Impostor.
Pour plus de détails, voir Fiche technique et Distribution.
L'Imposteur (The Impostor) est un film américain réalisé par Julien Duvivier, sorti en 1944.

## Synopsis
Le 14 juin 1940, Clément, condamné à mort pour meurtre, doit être guillotiné. Il doit son salut au bombardement de sa prison. Il vole alors sur une route de Touraine l'uniforme et les papiers du sergent Maurice Lafarge, mort dans l'attaque d'un chasseur allemand. Sous cette identité, Clément s'embarque pour Brazzaville, où il s'enrôle dans les Forces françaises libres, puis part pour le Centrafrique, puis Koufra, où il se distingue. Il est promu lieutenant et décoré, mais se rend compte qu'il est décoré non pour son action d'éclat de Koufra, mais pour la conduite héroïque de Lafarge en Champagne. Clément révèle la vérité à son camarade Monge, qui lui demande de se taire. Yvonne, la fiancée de Lafarge, découvre l'imposture de Clément, elle renonce à le dénoncer et s'engage comme infirmière. À Fort-Lamy, Clauzel, un ancien compagnon de Lafarge, reconnaît en Clément un imposteur. Clément se dénonce et se voit condamné à la dégradation militaire. Envoyé au front, il se lance dans une action dangereuse dans le Fezzan et meurt héroïquement.

## Fiche technique
- Titre original : The Impostor
- Réalisation : Julien Duvivier
- Scénario : Julien Duvivier
- Adaptation, dialogues : Stephen Longstreet, Lynn Starling, Don Brodie
- Dialogues additionnels : Marc Connelly
- Assistant réalisateur : Joseph A. Mc Donough
- Images : Paul Ivano
- Direction artistique : John B. Goodman, Eugène Lourié
- Conseiller technique : Jean de La Roche
- Décors : Russell A. Gausman, Edward R. Robinson
- Musique : Dimitri Tiomkin
- Chanson : de Joseph Mohr pour les paroles et Franz Gruber pour la musique
- Son : Bernard B. Brown, John R. Carter
- Montage : Paul Landres
- Costumes : Vera West
- Effets spéciaux : John P. Fulton
- Production : Universal
- Distribution : Universal Pictures
- Tournage : août-novembre 1943
- Durée : 90 minutes
- Visa d'exploitation : 4067
- Dates de sortie :
  - États-Unis : 27 janvier 1944 (première à Washington)
  - États-Unis : 10 février 1944 (sortie nationale)
  - États-Unis : 29 février 1944 (San Francisco)
  - France : 10 juillet 1946
- Box-office France : 2 210 933 entrées
- Affiche : Constantin Belinsky, René Lefèbvre (France)

## Distribution
- Jean Gabin : Clément, le condamné, alias Maurice Lafarge  (V.F. : Robert Dalban)
- Ellen Drew : Yvonne, la fiancée de Lafarge
- Richard Whorf : le lieutenant Varenne
- Dennis Moore : Maurice Lafarge, la victime
- Ralph Morgan : le colonel de Boivin
- Peter Van Eyck : Hafner, un camarade de Clément
- John Philliber : Mortemart
- Eddie Quillan : Cochery, un camarade de Clément
- Charles McGraw : Menessier
- Allyn Joslyn : Bouteau, un camarade de Clément
- Otho Gaines : le sergent Matowa
- John Qualen : Monge, un camarade de Clément
- Fritz Leiber : l'aumônier
- Milburn Stone : Clauzel, ancien compagnon de Lafarge
- Ian Wolfe : le sergent
- William B. Davidson : l'adjudant
- Leigh Whipper : Toba
- Ernest Whitman : Ekona
- John Forrest : le caporal français
- George Irving : un accusateur
- Grandon Rhodes : un capitaine
- Warren Ashe : un officier
- Frank Wilcox : un procureur
- Peter Cookson : un soldat
- Jackie Lou Harding : une infirmière
- Harry Woods : un garde
- Paul Phillips : un soldat
- Don Dillaway : un soldat
- John Harmon : un soldat
- George Lynn : un soldat
- George Lewis : un soldat
- Clarence Straight : un soldat
- Anthony Warde : un soldat
- Lester Dorr : un soldat
- Jack Gardner : un soldat
- Carlille Blackwell : un soldat
- Robert Appel : un soldat
- Phil Warren : un soldat
- Alain Bernheim : un soldat
- Norman Rainey : le vieil homme
- Georges Cory : un soldat français
- John Witney : un soldat français
- Eddie Coke : un soldat français
- Mel Schubert : un soldat français
- John Meredith : un soldat français
- Martin Ashe : un marin
- Harry Cording : le capitaine du navire
- Emmett Vogan : un officier
- Guy Kingsford : un officier
- Franklin Parker : le caissier
- Earle Dewey : le médecin major
- James Dodds : le jeune officier
- Leslie Vincent : le lieutenant
- Barry Bernard : le soldat anglais
- Rex Lease : une voix
- George Elredge : une voix
- Cyril Delevanti : le barman
- Don Mac Gill : le caporal
- Arthur Stenning : la voix de Pétain
- William Hudson : le pilote
- Paul Zaremba : l'aide-infirmier
- Charles Sherlock : le major

## Autour du film
- Jean Gabin retrouve le réalisateur Julien Duvivier, après Maria Chapdelaine, Golgotha, La Bandera (dont il reprend le thème de la rédemption d’un criminel par l’engagement militaire), La Belle Équipe et Pépé le Moko.
- L'Imposteur sort en salles d'abord aux États-Unis en mars 1944, puis en France en 1946, un an après la Libération de la France par les Alliés.
- Lors de la première diffusion à la télévision américaine, le film a été titré Strange Confession.
- En 1944, la presse américaine accueille froidement ce film. The New York Times critique la mise en scène et note que Jean Gabin « attend toujours tristement un film à la hauteur de ceux qu'il a tournés en France ». En France, deux ans plus tard, le film n'est pas non plus un succès.
Dans un entretien à Cinévie, Jean Gabin déclare : « Ce que valent les films tournés à Hollywood, je n'en sais rien. Et ça n'a pas d'importance. On donne en ce moment à Paris, The Impostor. Je n'irai pas le voir. Quand je l'ai fait, il était utile de le faire. J'ai tourné des films dans le goût américain, pour des Américains. C'était eux qu'il fallait toucher alors, et je suis content si j'ai réussi. Si maintenant les Français n'aiment pas ça, ils auront peut-être raison parce que les circonstances ne sont pas les mêmes »[1].
- L'Imposteur est le second film tourné aux États-Unis par Jean Gabin, après La Péniche de l'amour. Gabin avait décidé de fuir la France, occupée par les nazis, pour le continent américain. Au-delà de son sujet sur la rédemption et le jugement d'un homme dont la conduite rachète les fautes antérieures, le film reste un ouvrage de propagande, destiné à populariser auprès du public américain l'image des troupes françaises restées fidèles à De Gaulle. Il est tourné dans un style peu crédible, en anglais, dans des décors typiques de la Californie et des Antilles, avec des véhicules américains censés figurer des transports de troupes français de 1940. En raison de ces piètres qualités, Jean Gabin se désolidarisera du film et refusera d'y prêter sa voix lors du doublage français.
- Pour ce doublage français, Robert Dalban prête sa voix à Jean Gabin qui ne pouvait le faire pour la raison (officielle) qu'il n'était pas encore démobilisé de l'armée[2],[3].